# جاش بارنت
جاش بارنت (انگلیسی: Josh Barnett؛ زادهٔ ۱۲ نوامبر ۱۹۷۷) کشتی‌گیر کشتی حرفه‌ای، رزمی‌کار و هنرپیشه اهل ایالات متحده آمریکا است. وی از سال ۱۹۹۷ میلادی تاکنون مشغول فعالیت بوده‌است.